# مسجد دستجرده
مسجد دستجرده مربوط به دوره قاجار است و در شهرستان تویسرکان، خیابان انقلاب، مقابل شهرداری واقع شده و این اثر در تاریخ ۱۵ دی ۱۳۸۷ با شمارهٔ ثبت ۲۴۳۲۹ به‌عنوان یکی از آثار ملی ایران به ثبت رسیده است.